# Iglesia de Nuestra Señora de la Asunción (Utebo)
La iglesia de la Asunción de Nuestra Señora de Utebo (Provincia de Zaragoza, España) es una construcción de estilo gótico-mudéjar con elementos barrocos, construida en el siglo XVI y ampliada en el siglo XVIII. Su torre es uno de los elementos más emblemáticos del mudéjar aragonés, testimonio de la pervivencia y pujanza de este estilo. 

## Descripción

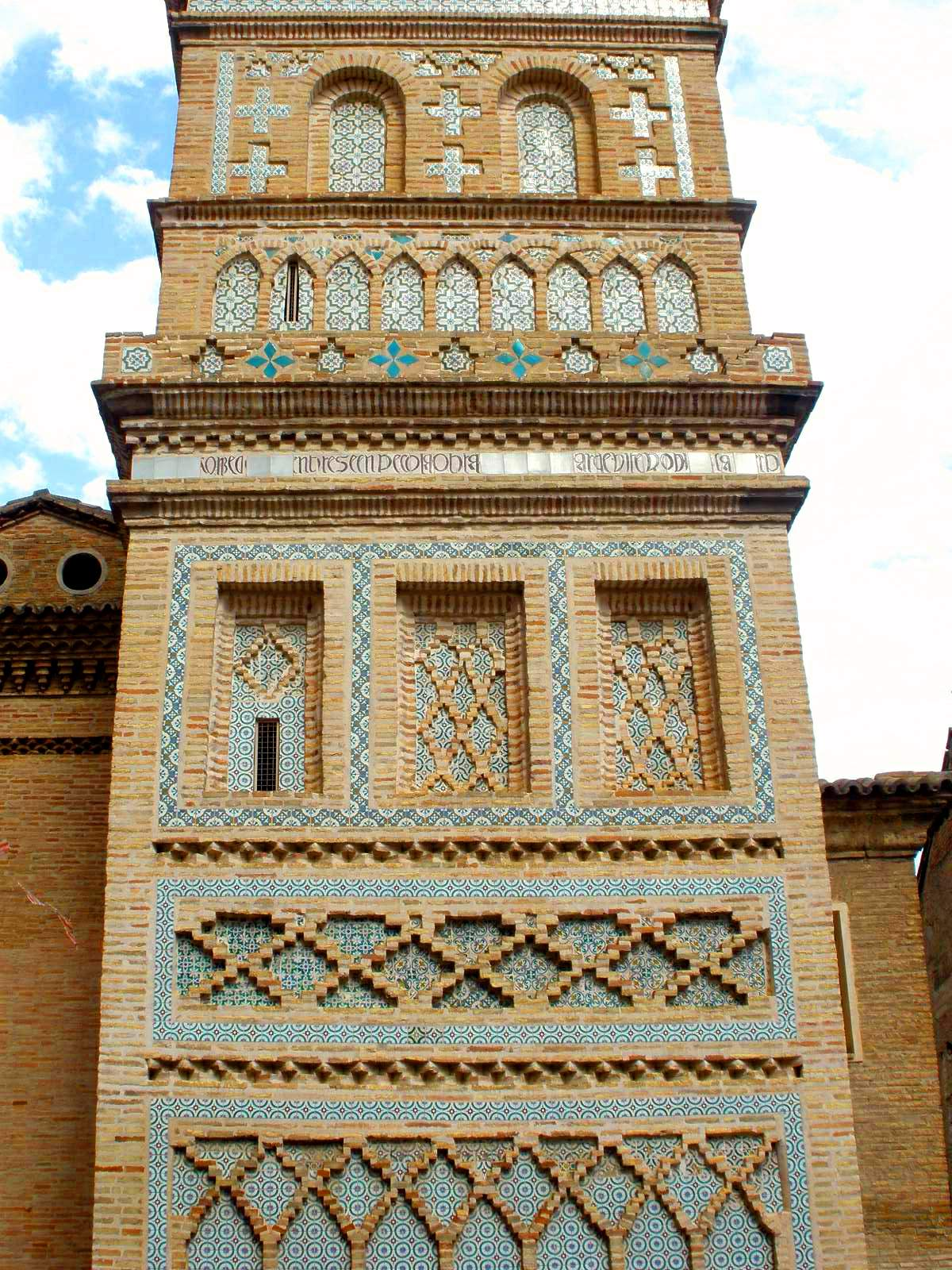
Detalle de azulejos en la torre mudéjar

Se trata de una construcción de 1544 realizada totalmente en ladrillo asentado con yeso, como es habitual en la arquitectura del valle del Ebro aragonés. La torre está rematada por un chapitel, el cual supone la traslación de remates góticos del momento. Existe una réplica en el Pueblo Español de Barcelona.